# Kula (Busovača)
Kula es un pueblo ubicado en el municipio de Busovača, en el cantón de Bosnia Central, Bosnia y Herzegovina.

## Superficie
Cuenta con una superficie de 3,48 km².

## Demografía
Hasta 2013 la población era de 336 habitantes, con una densidad de población de 96,5 hab/km².
| Gráfica de evolución demográfica de Kula entre 1961 y 2013                         |
|                                                                                    |
| Datos según Population statistics of Eastern Europe & former USSR y Statistika.ba. |